# Heiner Müller

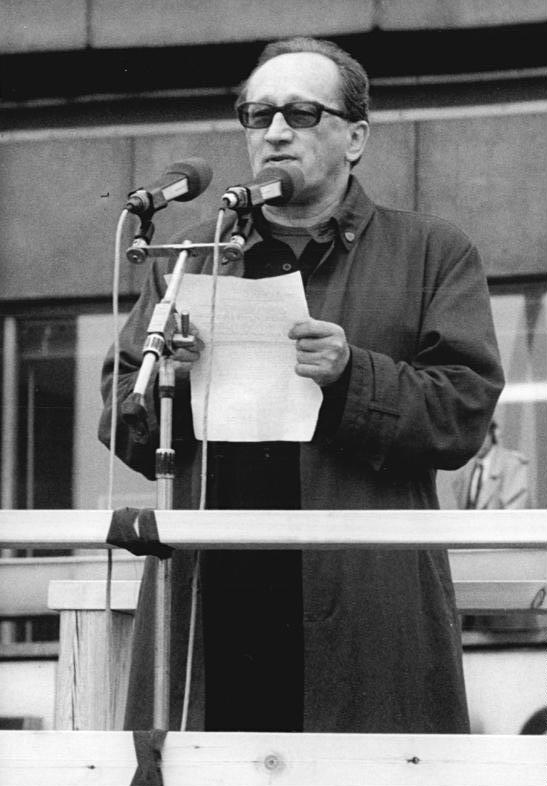
Heiner Müller spricht bei der Alexanderplatz-Demonstration am 4. November 1989

Reimund Heiner Müller (* 9. Januar 1929 in Eppendorf, Amtshauptmannschaft Flöha, Sachsen; † 30. Dezember 1995 in Berlin), Pseudonym Max Messer, war ein deutscher Dramatiker. Er gilt als einer der wichtigsten deutschsprachigen Dramatiker der zweiten Hälfte des 20. Jahrhunderts und zählt zu den bedeutendsten Schriftstellerpersönlichkeiten der DDR. Bedeutung erlangte er außerdem als Lyriker, Prosa-Autor und Essayist, Interviewpartner sowie als Regisseur, Dramaturg, Intendant und Präsident der Akademie der Künste Berlin (Ost).

## Leben
Heiner Müller wurde am 9. Januar 1929 in Eppendorf in Sachsen geboren. Seine Eltern waren Kurt Müller (1903–1977) und Ella Müller (1905–1994, geborene Ruhland). Sein Vater war als Sozialdemokrat 1933 zeitweilig im KZ Sachsenburg in Haft. Da ihm danach auferlegt worden war, nicht nach Eppendorf zurückzukehren, zog die Familie nach Bräunsdorf um. Hier wurde Heiner Müller eingeschult. Von 1939 bis 1947 lebte die Familie in Waren (Müritz). Hier erhielt der Vater 1938 eine Anstellung bei der Landeskrankenkasse. In Waren ging Heiner Müller zur Mittelschule. Er bekam infolge guter Noten eine Freistelle in der Oberschule. Nach eigener Aussage war Heiner Müller ab 1940 in der Hitlerjugend. Kurz vor Kriegsende wurde er zum Reichsarbeitsdienst und zum Volkssturm eingezogen.
Nach Kriegsende holte Müller in Frankenberg, Sachsen, wo sein Vater ab 1947 Bürgermeister war, das Abitur nach und arbeitete in einer Bibliothek und am Landratsamt. 1946 trat er in die SPD ein, die kurz darauf auf sowjetischen Druck hin mit der KPD zur SED zwangsvereinigt wurde, wurde aber wegen fehlenden Engagements und nicht gezahlter Mitgliederbeiträge bald wieder ausgeschlossen. Müllers Vater wurde nach 1946 SED-Mitglied und Funktionär, verließ die DDR jedoch 1951 aus Protest zusammen mit seiner Frau und dem zweiten Sohn, Heiner Müllers zwölf Jahre jüngerem Bruder Wolfgang.
Ab 1950 schrieb Heiner Müller Literaturkritiken für den Sonntag und die kulturpolitische Monatsschrift Aufbau. 1951 heiratete er Rosemarie Fritzsche. 1953 wurde die Ehe geschieden. Im gleichen Jahr heirateten die beiden wieder. 1954 wurden sie zum zweiten Mal geschieden. Aus der Ehe stammt die Tochter Regine. Ab 1953 schrieb Müller für die neue deutsche literatur. 1954 wurde er Mitglied des Deutschen Schriftstellerverbandes (DSV). 1955 heiratete er die Schriftstellerin Ingeborg (genannt Inge) Schwenkner, geb. Meyer.
Ab 1957 bekleidete Müller im DSV die Funktion eines wissenschaftlichen Mitarbeiters der Abteilung Drama. In dieser Zeit erfolgte die Erstaufführung seines Stückes Zehn Tage, die die Welt erschütterten. 1957/58 arbeitete er als Redakteur der FDJ-Zeitschrift Junge Kunst, wurde 1958 Mitarbeiter am Maxim-Gorki-Theater in Berlin und freischaffender Autor. Im gleichen Jahr erfolgten die Erstaufführungen der Stücke Die Korrektur und Der Lohndrücker.
Das Stück Die Umsiedlerin wurde nach der Uraufführung am 30. September 1961 an der Studentenbühne der Hochschule für Ökonomie Berlin-Karlshorst abgesetzt und Müller aus dem Schriftstellerverband ausgeschlossen, was einem Berufsverbot gleichkam. Der Regisseur B. K. Tragelehn, mit dem ihn eine langjährige Freundschaft und eine intensive künstlerische Zusammenarbeit verband, musste zur Bewährung in die Produktion. Müller erhielt in dieser Zeit ideelle und finanzielle Unterstützung von Peter Hacks, Hanns Eisler, Paul Dessau und Hans Mayer. Auch die Hörspiel-Dramaturgen Gerhard Rentzsch, Alfred Schrader und die inzwischen beim Fernsehen tätige Dramaturgin Christa Vetter unterstützten ihn mit Honoraren für das unter Pseudonym gesendete und mehrfach wiederholte Kriminalhörspiel Der Tod ist kein Geschäft, für Kinderhörspiele nach Aitmatow, Scholochow und Rasch sowie durch bezahlte Exposés für nicht realisierte Fernsehprojekte nach Werken von Poe, Mérimée, O. Henry, Hawthorne, Twain, Hašek und den Originalstoff Myer und sein Mord. Auch bei der DEFA ergaben sich via Chefdramaturg Klaus Wischnewski Gelegenheitsaufträge.
Inge Müller starb im Jahr 1966 durch Suizid.
1965 wurde Müller erneut von der SED kritisiert. Die Partei ließ die Aufführung von Der Bau absetzen. Müller schrieb die Stücke Philoktet (Uraufführung München 1968) und übersetzte für Benno Besson Sophokles’ Ödipus Tyrann (Uraufführung am Deutschen Theater Berlin 1967). Die Aufführung seiner Stücke verdankte er vor allen Dingen Benno Besson, dem Leiter der Berliner Volksbühne in den 60er Jahren, dem Regietandem Matthias Langhoff und Manfred Karge sowie Ruth Berghaus, der Intendantin des Berliner Ensembles (BE).
Mit seiner dritten Frau, der bulgarischen Regisseurin Ginka Tscholakowa, ließ er sich 1970 trauen. Im gleichen Jahr wurde er festangestellter Dramaturg am BE, was der verspäteten Erfüllung seines Lebenstraums gleichkam. Die Rehabilitierung Müllers in der DDR geht wesentlich auf das rigorose Engagement der Regisseurin Berghaus zurück, sein Stück Zement gegen große Widerstände in der SED am Berliner Ensemble uraufgeführt zu haben. 1976 gehörte Heiner Müller zu den Erstunterzeichnern der Petition gegen die Ausbürgerung von Wolf Biermann. Später erklärte er gegenüber der SED-Bezirksleitung Berlin, er distanziere sich von der „Umfälschung der Meinungsverschiedenheit über die Lösung eines ideologischen Problems in eine Konfrontation durch die kapitalistischen Medien“. Nach Beendigung seiner Dramaturgen-Anstellung am BE im Jahre 1977 folgte unmittelbar eine Beschäftigung als festangestellter Autor/Dramaturg an der Volksbühne (bis 1982). Das in der DDR verbotene Stück Mauser wurde 1975 in den USA uraufgeführt, 1980 in Köln. Germania Tod in Berlin wurde 1978 an den Münchner Kammerspielen uraufgeführt, am 20. Januar 1989 inszenierte Fritz Marquardt am Berliner Ensemble die DDR-Erstaufführung. Die Hamletmaschine wurde 1979 in Paris (St. Denis) unter der Regie von Jean Jourdheuil uraufgeführt. 1980 wurde die Ehe mit Ginka Tscholakowa geschieden.
Von 1979 bis 1990 wurde Heiner Müller als IM „Heiner“ vom Ministerium für Staatssicherheit geführt.
1982 inszenierte Heiner Müller Der Auftrag in Bochum. 1984 wurde Müller Mitglied der Akademie der Künste der DDR. In den 1980er Jahren war Müller mit der Schauspielerin Margarita Broich liiert. Ab Mitte der 1980er Jahre arbeitete er in mehreren Projekten mit Robert Wilson zusammen, den er 1977 kennengelernt hatte. Beide beeinflussten die Arbeit des jeweils anderen nachhaltig. 1988 wurde Müller wieder in den DDR-Schriftstellerverband aufgenommen.
Seit Ende der 1980er Jahre profilierte sich Müller auch als Regisseur. Bei seiner achtstündigen Hamlet-Inszenierung am Deutschen Theater in Berlin 1990 integrierte er die Hamletmaschine in die Aufführung als Hamlet/Maschine mit Ulrich Mühe in der Hauptrolle. Im selben Jahr gestaltete er ein raumplastisches Environment innerhalb der urbanistischen Identitätskampagne Marking the City Boundaries (Masterplan: Daniel Libeskind) in Groningen, das er seinem Freund Luigi Nono widmete. 1990 veranstaltete die Stadt Frankfurt am Main das 6. Festival Experimenta zu Ehren Heiner Müllers mit zahlreichen Gast-Produktionen seiner Stücke aus dem In- und Ausland.
1990 lernte Müller die Fotografin Brigitte Maria Mayer kennen. 1992 heiratete das Paar. Die Tochter Anna ist Heiner Müllers viertes Kind.
1992 übernahm Müller gemeinsam mit Peter Zadek, Matthias Langhoff, Peter Palitzsch und Fritz Marquardt die Leitung des Berliner Ensembles; ab 1993 war er alleiniger Intendant des BE. 1993 inszenierte er bei den Bayreuther Festspielen die Oper Tristan und Isolde. Seine letzte Inszenierung, Brechts Arturo Ui, die im Juni 1995 mit Martin Wuttke in der Hauptrolle Premiere im Theater am Schiffbauerdamm (Berliner Ensemble) hatte, läuft dort bis heute (Stand 2021: über 400 Vorstellungen). Als letzter Präsident der Akademie der Künste Berlin (Ost) (1990–1993) war Müller bestrebt, dieser ein europäisches Gesicht zu verleihen.
Am 30. Dezember 1995 starb Heiner Müller, kurz vor seinem 67. Geburtstag, in Berlin an Speiseröhrenkrebs.

## Erinnerungsstätten
Heiner Müllers Grab befindet sich auf dem Dorotheenstädtischen Friedhof in Berlin-Mitte (Grablage: CAL-2R-41/2). Auf Beschluss des Berliner Senats ist es seit 1997 als Ehrengrab des Landes Berlin gewidmet. Die Widmung wurde im Jahr 2021 um die übliche Frist von zwanzig Jahren verlängert.
Zu seinem 75. Geburtstag im Jahr 2004 hat die Howoge Wohnungsbaugesellschaft an seinem Wohnblock in Berlin-Friedrichsfelde eine Gedenktafel enthüllt.
Im Juli 2013 wurde an dem Haus, in dem Müller mit seinen Eltern in Waren gelebt hatte, ebenfalls eine Gedenktafel angebracht.
Am Haus II des Martin-Luther-Gymnasiums Frankenberg befindet sich eine Büste Heiner Müllers.
Am 15. September 2020 wurde an seinem letzten Wohnort, Berlin-Kreuzberg, Muskauer Straße 24, eine Gedenktafel enthüllt.

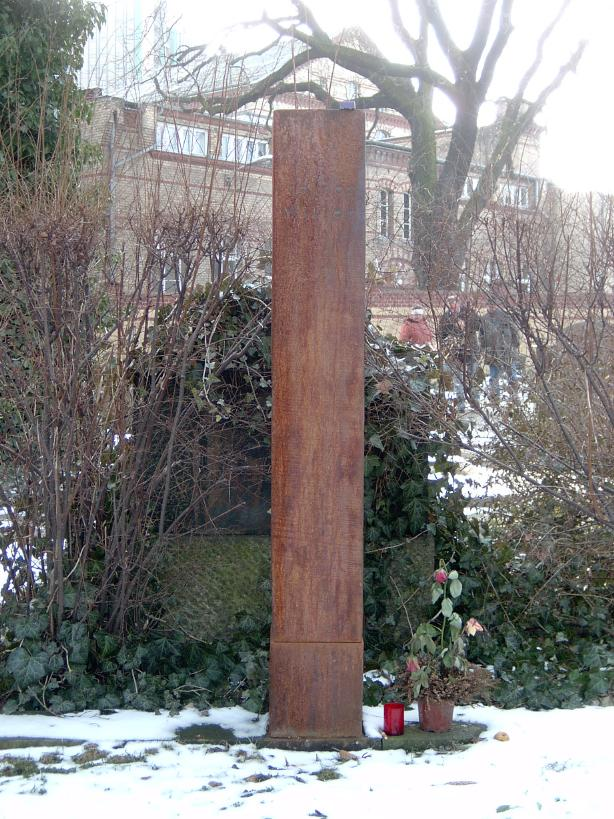
Ehrengrab von Heiner Müller auf dem Dorotheenstädtischen Friedhof in Berlin-Mitte
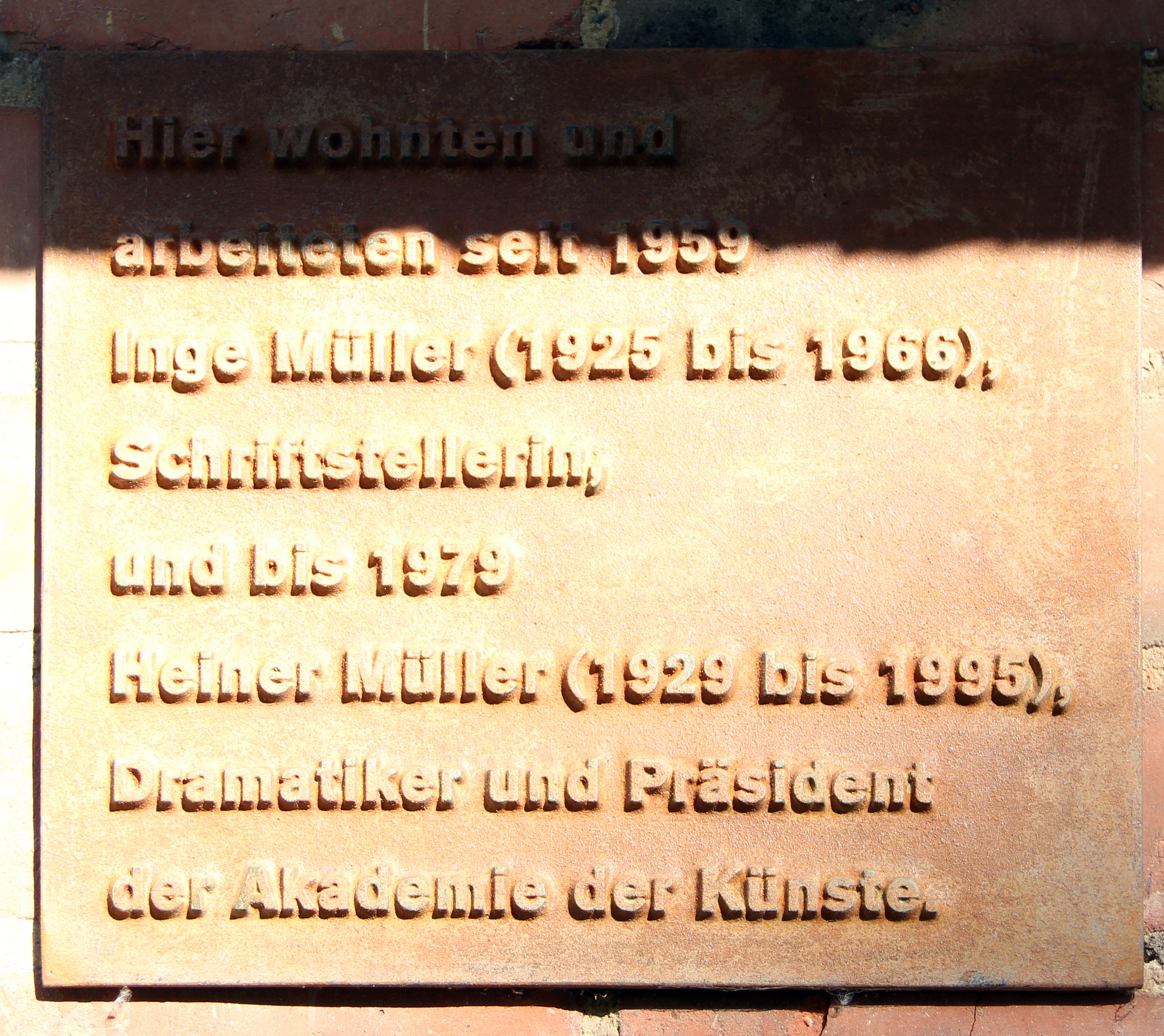
Gedenktafel am Haus, in Berlin-Pankow
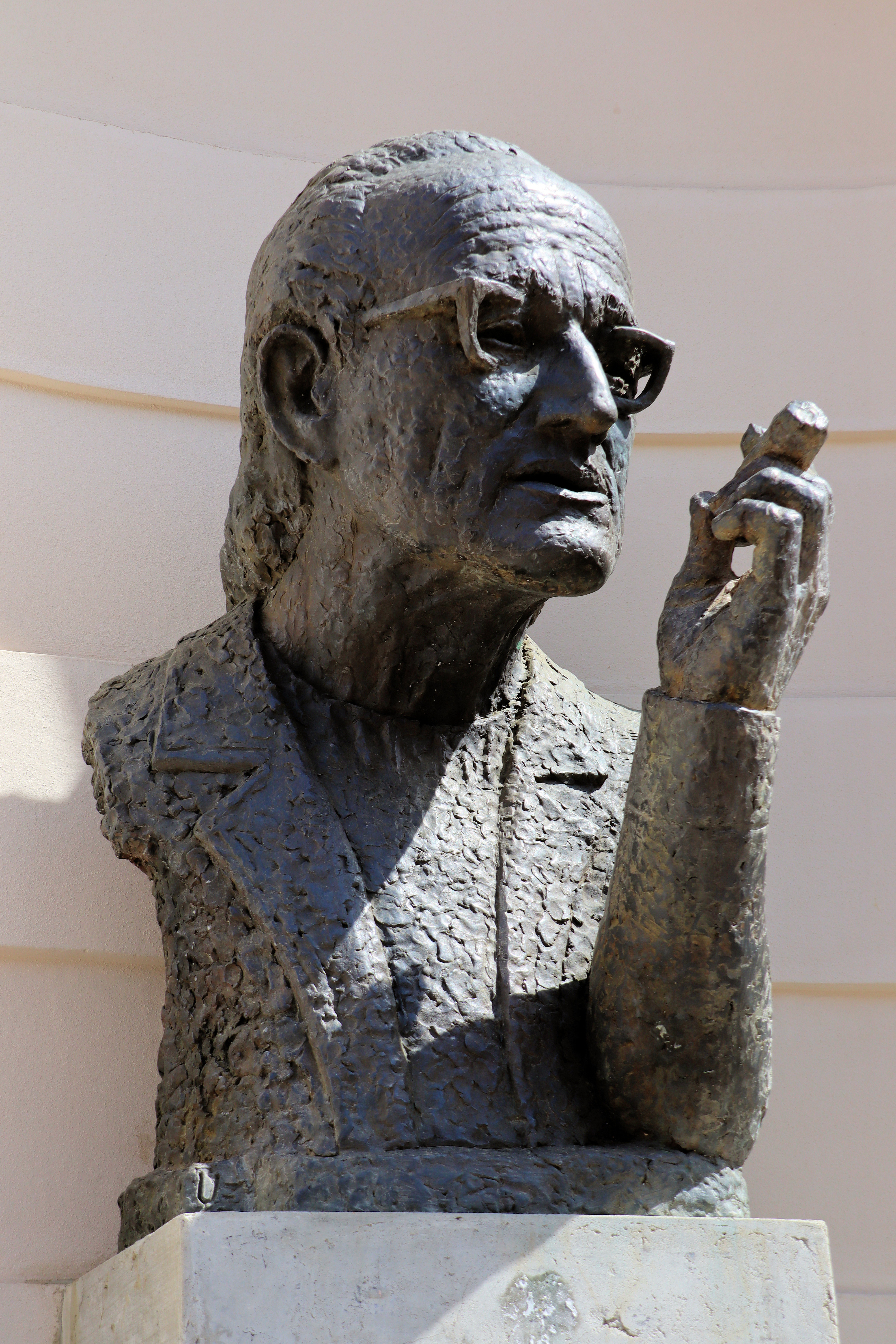
Büste am Martin-Luther-Gymnasium Frankenberg/Sa. (Haus II)
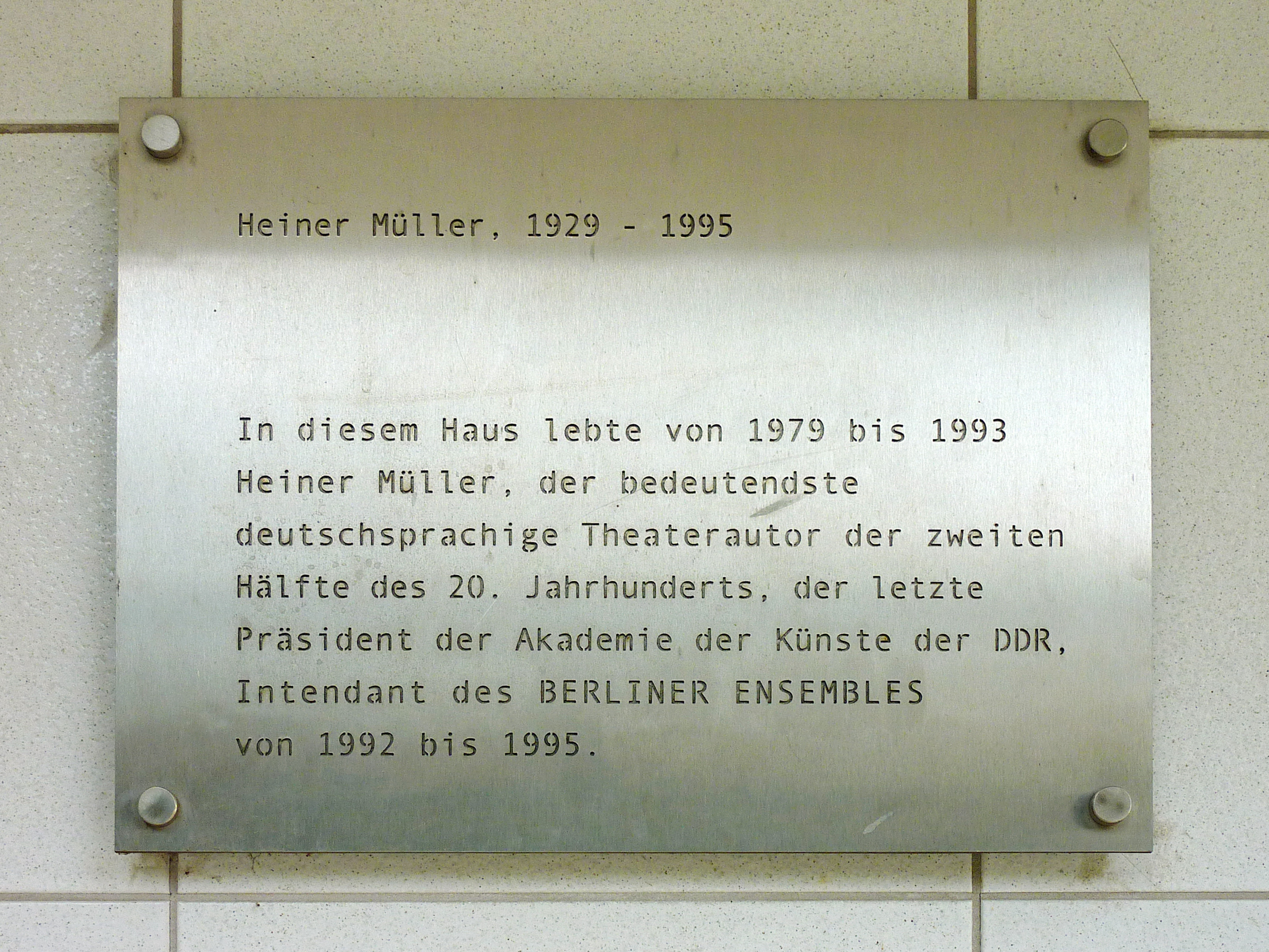
Gedenktafel am Wohnblock in Berlin-Friedrichsfelde
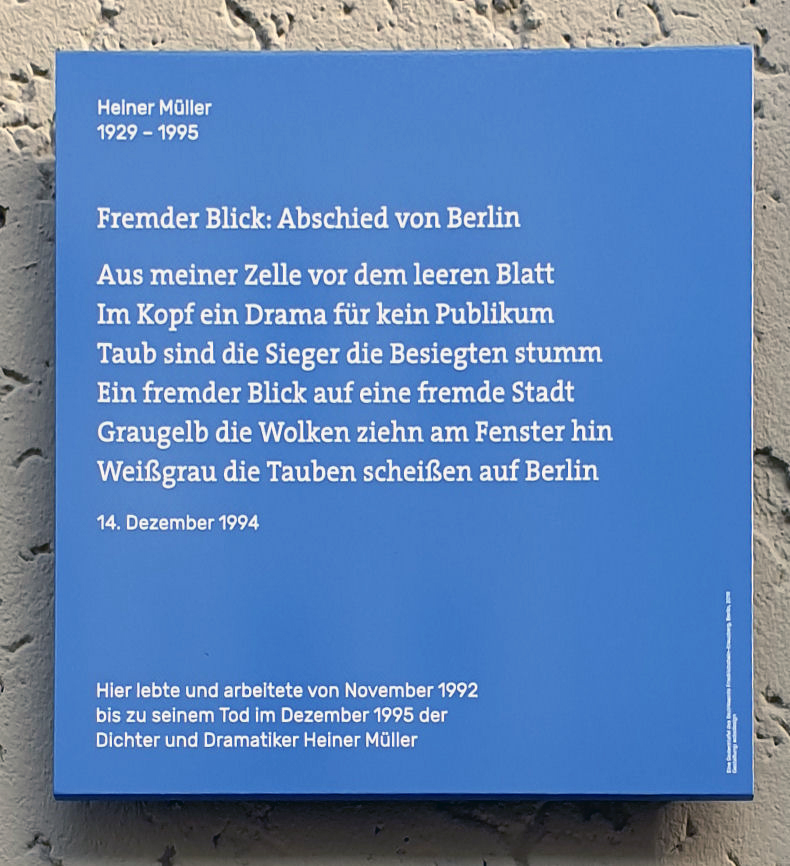
Gedenktafel an seinem letzten Wohnort in Berlin-Kreuzberg

## Auszeichnungen und Mitgliedschaften
- 1959: Heinrich-Mann-Preis gemeinsam mit Inge Müller für Lohndrücker/Korrektur
- 1964: Erich-Weinert-Medaille
- 1975: Lessing-Preis der DDR
- 1984: Karl-Sczuka-Preis zusammen mit Heiner Goebbels für Verkommenes Ufer
- 1985: Georg-Büchner-Preis
- 1985: Hörspielpreis der Kriegsblinden zusammen mit Heiner Goebbels für Die Befreiung des Prometheus
- 1986: Nationalpreis erster Klasse für Kunst und Kultur
- 1989: Hörspielpreis der Akademie der Künste zusammen mit Heiner Goebbels für Wolokolamsker Chaussee I-V
- 1990: Kleist-Preis
- 1994: Europäischer Theaterpreis
- 1996: Theaterpreis Berlin (postum)

## Rezeption
Die Rezeption Heiner Müllers ist geprägt von (politischen) Grenzen und durch Brüche gekennzeichnet. Bedingt durch Publikations- und Aufführungsverbote in der DDR wurden viele Texte Müllers zuerst in der Bundesrepublik rezipiert. Seine Sicht auf die Dinge war im eigenen Land unerwünscht, seine Stücke tauchten im Schnitt erst fünfzehn Jahre nach ihrer Entstehung auf den Bühnen der DDR auf. Während in der Bundesrepublik die bis heute beste, weil am genauesten Müllers Textverständnis entsprechende elfbändige Edition (Rotbuchverlag, 1974–1989) entstand, blieben viele Texte einem breiteren Publikum in der DDR bis zu deren Ende unbekannt. Aufgrund der Affäre um Müllers/Tragelehns Umsiedlerin im Jahr des Mauerbaus 1961 kam es zur systematischen Ausgrenzung Heiner Müllers aus dem literarischen Leben der DDR. Mit dem Ausschluss aus dem Schriftstellerverband der DDR war Müller stigmatisiert und den staatlichen Zensurbehörden fortan suspekt.
Erst ab Mitte der siebziger Jahre erschienen mit großer Verspätung ausgewählte Stücke Müllers: 1975 erschien in Berlin ein Band Stücke, der Der Lohndrücker, Die Bauern, Der Bau, Herakles 5, Philoktet, Der Horatier, Weiberkomödie, Macbeth und Zement enthält. Zwei Jahre später folgten in einem weiteren Band Die Schlacht, Traktor und Leben Gundlings Friedrich von Preußen Lessings Schlaf Traum Schrei, der 1981 in zweiter Auflage erschien. Im selben Jahr wurden Der Auftrag und weitere Texte veröffentlicht. Eine Kompilation von Stücken, die erstmals auch diejenigen Dramen enthielt, die Müllers internationalen Ruhm begründet hatten, erschien in der DDR erst 1988. Herausgeber aller dieser Sammelbände war der Theaterwissenschaftler Joachim Fiebach.
Die späte Rehabilitierung – die Verleihung des Nationalpreises Erster Klasse der DDR durch Erich Honecker 1986 – sah Müller selbst als Zeichen nahenden Untergangs des Staates, in dem zu leben ihm so wichtig, weil für sein Schreiben Bedingung war: „Die DDR ist mir wichtig, weil alle Trennlinien der Welt durch dieses Land gehen. Das ist der wirkliche Zustand der Welt, und der wird ganz konkret in der Berliner Mauer.“
Im Jahr des Mauerfalls, 1989, gab Frank Hörnigk eine Sammlung mit Texten Heiner Müllers heraus (Heiner Müller Material), die neben seinem dramatischen Schaffen entstanden waren und dennoch in ihrer poetischen Sprengkraft seinen Stücken in nichts nachstehen. Die in diesem heterogenen Material-Band versammelten Prosatexte, Essays, Briefe, Gedichte und Reden zeigen die Gestaltungsvielfalt müllerschen Schreibens und spiegeln zugleich seine Tendenz zur Zertrümmerung der traditionellen Gattungsnormen unter Beibehaltung absoluter Genauigkeit in der Formulierung wider. In der von Frank Hörnigk bei Suhrkamp herausgegebenen zwölfbändigen Werkausgabe sind neben den bereits bekannten auch viele neue, an entlegenen Orten veröffentlichte oder im Nachlass aufgefundene Texte publiziert worden. Zugleich wurde nun aber Müllers Arbeit wieder entsprechend der von ihm ad acta gelegten Kategorien „Gedichte“, „Stücke“, „Prosa“, „Schriften“ usw. separiert, weshalb diese Ausgabe in puncto Originalität weit hinter die bei Rotbuch verlegte Edition zurückfällt. Werk- und Auswahlausgaben erschienen darüber hinaus in vierzehn europäischen Ländern sowie in Israel, Japan, Brasilien, den USA und andernorts.
Müllers Stücke werden heute außerhalb Deutschlands besonders intensiv noch in Frankreich wahrgenommen, wo auch erstmals ein Band mit Manuskripten Müllers verlegt wurde – eine von Jean Jourdheuil herausgegebene Auswahl von Blättern zur Hamletmaschine. Eine erste kritische Ausgabe seiner Texte erschien 1998–2008 bei Suhrkamp; sämtliche Bühnenrechte liegen indes beim henschel Theaterverlag Berlin, an dessen Gründung nach dem Beispiel des Frankfurter Verlags der Autoren im Januar 1990 Müller aktiv mitwirkte. Dass Müller diesem Verlag trotz lukrativer Angebote von anderer Seite die Treue hielt, war nicht zuletzt seiner alten Verbundenheit mit dem vormaligen Leiter des Bühnenvertriebs des Ostberliner Henschel Verlags, Wolfgang Schuch, geschuldet. Die Sekundärliteratur zu Heiner Müller ist umfangreich und wächst seit der ersten deutschsprachigen Überblicksdarstellung von Genia Schulz 1980 ständig an.

## Werke

### Dramen
- 1951: Das Laken

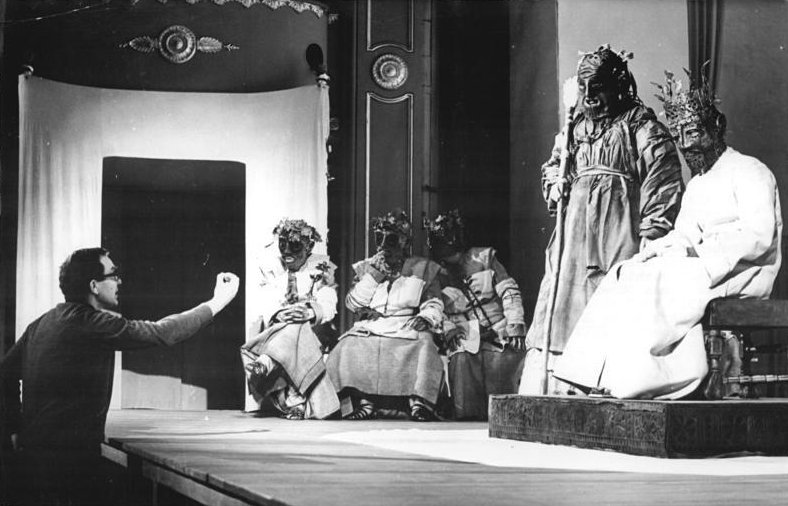
Probe zu Ödipus, Tyrann, 1967

- 1956/1957: Der Lohndrücker (zusammen mit Inge Müller, UA: 23. März 1958, Städtisches Theater Leipzig)
- 1957: Zehn Tage, die die Welt erschütterten (zusammen mit Hagen Mueller-Stahl) nach dem Roman von John Reed (UA: 22. November 1957, Volksbühne Berlin)
- 1957: Die Korrektur (zusammen mit Inge Müller, UA: 2. September 1958, Maxim-Gorki-Theater Berlin)
- 1958: Glücksgott
- 1961: Die Umsiedlerin oder Das Leben auf dem Lande (1964 in überarbeiteter Form unter dem Titel Die Bauern erschienen)
- 1958/1964: Philoktet
- 1963/1964: Der Bau (siehe dazu Spur der Steine#Der Bau von Heiner Müller)
- 1966/1967: Sophokles/Ödipus, Tyrann (UA: 31. Januar 1967, Deutsches Theater Berlin, Inszenierung: Benno Besson)
- 1968: Der Horatier
- 1969: Lancelot (Mitautorin: Ginka Tscholakowa), Libretto zur Oper von Paul Dessau, nach Der Drache von Jewgeni Schwarz (UA: 19. Dezember 1969, Deutsche Staatsoper Berlin, Inszenierung: Ruth Berghaus)[11]
- 1970: Mauser
- 1970: Weiberkomödie (UA: 18. Dezember 1970, Kammerspiele Magdeburg)[12]
- 1970: Der Arzt wider Willen nach Moliere (Deutsche Übersetzung zusammen mit Benno Besson, UA: 30. Dezember 1970, Volksbühne Berlin)
- 1971: Macbeth
- 1956/1971: Germania Tod in Berlin
- 1972: Zement
- 1951/1974: Die Schlacht
- 1955/1961/1974: Traktor
- 1976: Leben Gundlings Friedrich von Preußen Lessings Schlaf Traum Schrei. Ein Greuelmärchen
- 1977: Die Hamletmaschine
- 1978: Bertolt Brecht/Der Untergang des Egoisten Johann Fatzer[13]
- 1979: Der Auftrag
- 1980/1981: Quartett
- 1981/1982: Verkommenes Ufer Medeamaterial Landschaft mit Argonauten
- 1983/1984: Wolokolamsker Chaussee I: Russische Eröffnung
- 1983/1984: Anatomie Titus Fall of Rome Ein Shakespearekommentar
- 1984: Bildbeschreibung
- 1984: Wolokolamsker Chaussee II: Wald bei Moskau
- 1986: Wolokolamsker Chaussee III: Das Duell
- 1986: Wolokolamsker Chaussee IV: Kentauren
- 1987: Wolokolamsker Chaussee V: Der Findling
- 1990–1995: Germania 3 Gespenster am toten Mann

### Hörspiele
- Die Morgendämmerung löst die Ungeheuer auf, Einreich. z. Hörspielwettbewerb d. Berliner Rundfunks (Ende 40er / Anfang 50er), Lobende Erwähnung, Manuskript verschollen
- Der Lohndrücker, als dokumentarisches Hörspiel verfasster Stücktext (Anfang 50er Jahre), Manuskript verschollen
- Die Korrektur – ein Bericht über den Aufbau des Kombinats Schwarze Pumpe 1957 – 1. Fassung (zusammen mit Inge Müller), Dramaturgie: Christa Vetter, Regie: Wolfgang Schonendorf; sollte am 26. März 1958 auf Radio DDR urgesendet werden, wurde damals aber abgesetzt, Ursendung: 4. Januar 1997, MDR Kultur
- Die Brücke, Dokumentarhörspiel (zusammen mit Inge Müller), Komposition: Rolf Kuhl, Regie: Wolfgang Schonendorf, Ursendung: 13. Oktober 1958.
- Die Korrektur – ein Bericht über den Aufbau des Kombinats Schwarze Pumpe 1957 – 2. Fassung (zusammen mit Inge Müller), Dramaturgie: Christa Vetter, Regie: Wolfgang Schonendorf, Ursendung: 13. November 1958
- Der Tod ist kein Geschäft, Kriminalhörspiel unter dem Pseudonym Max Messer, Dramaturgie: Gerhard Rentzsch, Regie: Hans Knötzsch, Ursendung: 1. November 1962, s. CD, ISBN 978-3-937815-62-6.
- Aljoschas Herz, Kinderhörspiel nach Michail Scholochow, Dramaturgie: Alfred Schrader, Musik: Siegfried Matthus, Regie: Fritz Göhler, Ursendung: 10. Dezember 1962
- Winterschlacht '63, Radiopoem über die Rettung des Kraftwerks Elbe, nur als honoriertes Manuskript vorhanden, Produktion und Sendung nicht verifizierbar
- Der Kamelaugebrunnen, Kinderhörspiel, Dramaturgie: Alfred Schrader, Musik: Siegfried Matthus, Regie: Fritz Göhler, Ursendung: 18. Dezember 1963
- Sierra an Merdian, Utopisches Kinderhörspiel (zusammen mit Carlos Rasch), Regie: Werner Grunow, Ursendung: 3. Dezember 1964
- Prometheus, deutsche Übersetzung nach Aischylos, Dramaturgie Siegfried Pfaff, Regie: Walter Niklaus, Erstsendung: 1. Februar 1970[14]
- Untergang des Egoisten Fatzer von Bertolt Brecht, Bearbeitung (Wort) und Regie: Heiner Müller, Musik: Einstürzende Neubauten, mit Jörg-Michael Koerbl als „Fatzer“, Ursendung: 11. Februar 1988[15]
- Ajax zum Beispiel, Regie: Wolfgang Rindfleisch (DLF/MDR) 1996

### Lyrik
- um 1950: [Auf Wiesen grün …]
- um 1950: Der Vater
- um 1950: Der glücklose Engel
- 1963: Neujahrsbrief 1963
- um 1963: Kindheit
- 1968: Lied vom CIA[16]
- 1970: Leninlied
- 1977: Für Ekkehard Schall [17]
- 1986: Phönix (für Udo Lindenberg)[18]
- um 1989: Fernsehen
- um 1990: Leere Zeit (Nachlass)
- 1992: Selbstkritik 2 Zerbrochener Schlüssel
- 1992: Herakles 13
- 1992: Gedichte 1949–1989 Alexander Verlag Berlin, 1992
- 1993: Mommsens Block
- 1993: Senecas Tod
- 1993: Seife in Bayreuth
- 1994: Ajax zum Beispiel
- 1995: Vampir

### Prosa
- 1951: Bericht vom Großvater
- 1951: Der Bankrott des großen Sargverkäufers
- 1958: Der Vater
- 50er Jahre: [Ich hatte gerade Dostojewskis …] (Nachlass)
- 1972: Herakles 2 oder die Hydra
- 1975/76: Todesanzeige
- 1987: MAeLSTROMSÜDPOL
- nach 1992: [Im Herbst 197.. starb …] (Nachlass)
- 1995: Traumtext Oktober 1995

### Schriften, Reden, Essays
- 1951: Das Volk ist in Bewegung
- 1954: Nicht für Eisenbahner. Kritische Bemerkungen zu einem Heimatbuch
- 1961: Selbstkritik Heiner Müllers
- 1961: Grußadresse an eine Akademie
- 1979: Fatzer ± Keuner
- 1985: Die Wunde Woyzeck
- 1987: New York oder Das eiserne Gesicht der Freiheit
- 1988: Shakespeare Eine Differenz
- 1989: 4. November 1989 Alexanderplatz Berlin/DDR
- 1990: Deutschland ortlos. Anmerkung zu Kleist
- 1993: Das Liebesleben der Hyänen. Vorwort in: Thomas Grimm: Was von den Träumen blieb. Eine Bilanz der sozialistischen Utopie. Siedler Verlag, Berlin 1993, ISBN 3-88680-482-8.
- 2015: Theater ist kontrollierter Wahnsinn. Ein Reader. Herausgegeben von Detlef Schneider. Alexander Verlag Berlin, Berlin 2015, ISBN 978-3-89581-333-7.

### Film und Fernsehen
- 1962: Exposés für Fernsehspiele nach Werken von Poe, Mérimée, O. Henry, Hawthorne, Twain, Hašek sowie das Treatment Myer und sein Mord.[19] – (Dramaturgie: Christa Vetter), Deutscher Fernsehfunk DFF
- 1967: Philoktet. (Regie: Ludwig Cremer), WDR
- 1968: Wie es euch gefällt. (Übersetzung – Regie: Hans Lietzau), BR
- 1971: Der Arzt wider Willen. (Übersetzung – Regie: Benno Besson), DFF
- 1974: Macbeth. (Übersetzung – Regie: Hansgünther Heyme), WDR
- 1976: Die Schlacht – Szenen aus Deutschland. (Regie: Harun Farocki, Hanns Zischler), SFB
- 1989: Der Terror von dem ich schreibe, kommt aus Deutschland. Dokumentation, Regie: Susanne Müller-Hanpft, Martin Bosboom. Ansehen Fokusfilm Frankfurt am Main
- 1990: Die Zeit ist aus den Fugen. Dokumentation, Deutschland, 100 Min., Regie: Christoph Rüter. Inhaltsangabe bei Christoph Rüter Filmproduktion
- 1991: Die Endlichkeit der Freiheit. (Dokumentarfilm, Regie: Heinz Peter Schwerfel), Senat West-Berlin/DEFA
- 1992: Mauser. (Fernsehfilm), Portugal
- 1994: La mort de Molière. (Mitautor – Regie: Robert Wilson), Frankreich
- 1995: Quartet. (Regie: Ariel García Valdés, Roger Justafré), Spanien
- 1998: Mão Morta Müller no Hotel Hessischer Hof. (Video-Dokumentation, Gedichte) – Regie: Nuno Tudela, Portugal
- 2001: Deutsche Lebensläufe: Kommt Zeit, kommt Tod – Der Dichter Heiner Müller. Dokumentarfilm, 60 Min., Buch und Regie: Gabriele Conrad und Gabriele Denecke, Produktion: rbb (SFB, ORB), SWR
- 2003: Poem – Ich setzte den Fuß in die Luft und sie trug. Darin Heiner Müllers Gedicht: „Ich kann Dir die Welt nicht zu Füssen legen…“
- 2004: Der Auftrag. (Regie: Andreas Morell, Ulrich Mühe), Novapool/3sat
- 2004: Anatomie Titus Fall of Rome – Ein Shakespearekommentar. Theater-Inszenierung der Münchner Kammerspiele aus dem Haus der Berliner Festspiele, Inszenierung: Johan Simons, Produktion: ZDFtheaterkanal, 3sat, 105 Min., Inhaltsangabe von 3sat
- 2009: Ich will nicht wissen, wer ich bin – Heiner Müller. Dokumentation, 60 Min., Buch: Thomas Irmer, Regie: Christoph Rüter, Produktion: ZDFtheaterkanal, 3sat, Erstausstrahlung: 10. Januar 2009, Inhaltsangabe bei Christoph Rüter Filmproduktion
- 2009: Müllers Nachbarn. Dokumentar-Video, Deutschland, 45 Min., Regie: Anja Quickert, Kamera: Jens Crull, Andreas Deinert, Produktion: Volksbühne am Rosa-Luxemburg-Platz, Hinweis:[20]

### Bildende Kunst
- Die Endlichkeit der Freiheit. Ein Ausstellungsprojekt in Ost und West. AK hrsg. v. Wulf Herzogenrath, Joachim Sartorius und Christian Tannert. Edition Hentrich, Berlin 1990, ISBN 3-926175-86-9. (Kuratoren: Heiner Müller, Rebecca Horn und Jannis Kounellis).
- Heiner Müller Bildbeschreibung. Ende der Vorstellung, hrsg. v. Ulrike Haß, Theater der Zeit, Berlin 2005, ISBN 3-934344-60-7.
- Mark Rabe: Besiegte durch Schmerzerfahrung. Heiner Müllers Gedenkort für Luigi Nono in Groningen. Die Blaue Eule, Essen 2012, ISBN 978-3-89924-354-3.
- Internationale Tagung: Heiner Müllers Poetik der Bildlichkeit. Intermediale Dispositive zwischen Drama, Bild und Musik. Haus der Geschichte des Ruhrgebiets Bochum, Nov. 2012.
- Nils Emmerichs: Heiner Müllers Bildmaschine. Malerei, Graphik und Collage als künstlerische Textur. Böhlau, Wien, 2024, ISBN 978-3-205-22025-1

### Autobiografien
- Krieg ohne Schlacht. Leben in zwei Diktaturen. Eine Autobiographie. Kiepenheuer & Witsch, Köln 1992, ISBN 3-462-02172-9.
- Krieg ohne Schlacht. Leben in zwei Diktaturen. Eine Autobiographie. Kiepenheuer & Witsch, Köln 1994, ISBN 3-462-02320-9. (erweitert um ein Dossier mit Stasi-Unterlagen und Texten zu Stasivorwürfen gegen Heiner Müller)

### Interviews, Gespräche
- Rotwelsch. Merve, Berlin 1982, ISBN 3-88396-024-1.
- Gesammelte Irrtümer 1. Interviews und Gespräche. Verlag der Autoren, Frankfurt am Main 1986, ISBN 3-88661-072-1.
- Gesammelte Irrtümer 2. Interviews und Gespräche. Verlag der Autoren, Frankfurt am Main 1990, ISBN 3-88661-103-5.
- Gesammelte Irrtümer 3. Texte und Gespräche. Verlag der Autoren, Frankfurt am Main 1994, ISBN 3-88661-150-7.
- Heiner Müller, Erich Fried: Ein Gespräch. Alexander Verlag Berlin, Berlin 1989, ISBN 3-923854-49-8.
- Heiner Müller, Frank M. Raddatz u. a.: Jenseits der Nation. Rotbuch, Berlin 1991, ISBN 3-88022-059-X.
- Ich bin ein Neger. Eine Diskussion mit Heiner Müller. Haeusser, Darmstadt 1994, ISBN 3-927902-94-2.
- Alexander Kluge, Heiner Müller: Ich schulde der Welt einen Toten. Gespräche, Rotbuch, Hamburg 1996, ISBN 3-88022-512-5.
- Alexander Kluge, Heiner Müller: Ich bin ein Landvermesser. Gespräche mit Heiner Müller. Neue Folge, Rotbuch, Hamburg 1996, ISBN 3-88022-512-5.

### Werkausgabe
- Heiner Müller Gedichte 1949–89. Alexander Verlag, Berlin. (Der Dichter selbst besorgte 1992 die Zusammenstellung und Redaktion dieser ersten Buchausgabe seiner Gedichte.)
- Theater ist kontrollierter Wahnsinn. Ein Reader. Alexander Verlag, Berlin 2015. (Gesammelte Äußerungen von Heiner Müller zum Theater herausgegeben und mit einem Vorwort von Detlev Schneider.)

Seit 1998 gab Frank Hörnigk die Werke Heiner Müllers unter Berücksichtigung des Bestandes der Stiftung Archiv der Akademie der Künste Berlin (Nachlass Heiner Müllers) bei Suhrkamp heraus.
- Werke 1. Die Gedichte. Frankfurt am Main 1998, ISBN 3-518-40389-3.
- Werke 2. Die Prosa. Frankfurt am Main 1999, ISBN 3-518-40894-1.
- Werke 3. Die Stücke 1. Frankfurt am Main 2000, ISBN 3-518-40895-X.
- Werke 4. Die Stücke 2. Frankfurt am Main 2001, ISBN 3-518-40896-8.
- Werke 5. Die Stücke 3. Frankfurt am Main 2002, ISBN 3-518-40897-6.
- Werke 6. Die Stücke 4. Bearbeitungen für Theater, Film und Rundfunk. Frankfurt am Main 2004, ISBN 3-518-40898-4.
- Werke 7. Die Stücke 5. Die Übersetzungen. Frankfurt am Main 2004, ISBN 3-518-41495-X.
- Werke 8. Schriften. Frankfurt am Main 2005, ISBN 3-518-41496-8.
- Werke 9. Krieg ohne Schlacht. Leben in zwei Diktaturen. Eine Autobiografie. Frankfurt am Main 2005, ISBN 3-518-41497-6.
- Werke 10. Gespräche 1. 1965–1987. Frankfurt am Main 2008, ISBN 978-3-518-42043-0.
- Werke 11. Gespräche 2. 1987–1991. Frankfurt am Main 2008, ISBN 978-3-518-42044-7.
- Werke 12. Gespräche 3. 1991–1995. Frankfurt am Main 2008, ISBN 978-3-518-42045-4.
- Werke. Registerband. Frankfurt am Main 2011, ISBN 978-3-518-42081-2.

### Bildbände
- Hans-Dieter Schütt (Hrsg.): Heiner Müller – Bilder eines Lebens. Schwarzkopf & Schwarzkopf, Berlin 1996, ISBN 3-89602-061-7.
- Der Tod ist ein Irrtum. Brigitte Maria Meyer, Heiner Müller. Bilder, Texte, Autographen. Suhrkamp, Frankfurt am Main 2005, ISBN 3-518-41718-5.

### Tonträger
- Heiner Müller liest Wolokolamsker Chaussee I-V. (Vinyl-LP), LITERA 8 65 441, Berlin 1989.
- Heiner Müller liest Heiner Müller. (CD), Alexander Verlag, Berlin 2004.
- Heiner Müller – Die Hamletmaschine, Musik: Einstürzende Neubauten. (CD), EGO Berlin und FREIBANK Hamburg, Textrechte: Henschel-Schauspieltheaterverlag Berlin, Reihe EGO Nr. 111, Rough Trade Records Herne 1991.
- Heiner Müller – Die Hamletmaschine, Musik: Wolfgang Rihm. (CD), Wergo, Chor und Orchester des Nationaltheaters Mannheim.
- ANATOMIE TITUS. Audio-CD. EICHBORN. Sprecher: Mathias Max Herrmann. Musik: Peter Böving. Produktion: shower records 2003, ISBN 3-8218-5177-5.
- Der Tod ist kein Geschäft. (CD), Kriminalhörspiel von Max Messer d. i. Heiner Müller, Regie: Hans Knötzsch, Ursendung: 1. November 1962, Berliner Rundfunk, Hoerwerk Leipzig 2004, ISBN 3-937815-62-7.
- Ajax zum Beispiel. (CD in Zigarrenbox), Egobar mit Blixa Bargeld, Sibylle Berg, Gregor Gysi, Günter „Baby“ Sommer, Joachim Witt, Egobar Recordings 2007.
- in: Dichtung des 20. Jahrhunderts: Meine 24 sächsischen Dichter. Hrsg. Gerhard Pötzsch, (2 CDs), Militzke Verlag, Leipzig 2009, ISBN 978-3-86189-935-8.
- MÜLLER MP3. Tondokumente 1972–1995. 36 Stunden größtenteils unveröffentlichte Tonaufnahmen (4 CDs im MP3-Format mit ausführlichem Begleitbuch). Alexander Verlag, Berlin/Köln 2011, ISBN 978-3-89581-129-6.
- Müller Texte Lesen. 42 Berliner Schauspieler lesen Texte von Heiner Müller (3er CD) Audio CD – 1. Januar 1996 von ORB Berliner Ensemble, henschel SCHAUSPIEL Theaterverlag ISBN 978-3-89581-010-7

### Fremdsprachige Ausgaben (Auswahl)
- Russisch

Х. Мюллер, П. Хакс, Поэтическая драма (Heiner Müller, Peter Hacks, Poetisches Drama). Raduga Verlag, Moskau 1983 (Philoktet, Herakles 5, Der Horatier; zweisprachige Ausgabe Deutsch/Russisch).
Х. Мюллер: Поручение („Der Auftrag“). Russisch von Sergej Gladkich. HenschelSCHAUSPIEL.
Гамлет-машина // Мюнхенская свобода и другие пьесы. (Hamletmaschine. In: Münchener Freiheit und andere Stücke.) Новое литературное обозрение, Moskau 2004, S. 161–170.
- Englisch

Hamletmachine and Other Texts for the Stage. Performing Arts Journal Publications, New York 1984, ISBN 0-933826-45-1.
A Heiner Müller Reader: Plays. Poetry. Prose. The Johns Hopkins University Press, Baltimore/London 2001, ISBN 0-8018-6578-6.
- Finnisch

Hamletinkone. Suom. Outi Nyytäjä. Yleisradio, Helsinki 1988.
Germania kuolema Berliinissä (Germania Tod in Berlin), Helsinki 1992.
- Französisch

Hamlet-machine (précédé de Mauser, Horace, Herakles 5, le Père, Deux lettres, Avis de décès, Adieu à la pièce didactique, Autoportrait deux heures du matin le 20 aout 1959, Projection 1975). Minuit, 1979.
- Türkisch

Hamlet Makinesi (Hamlet Makinesi, Philoktetes, Horatialı, Mavzer, Germania Berlin'de Ölüm, Savaş, Görev, Kuartet, Resim Tasviri). Çev. Zehra Aksu Yılmazer, de ki Yayınevi, Ankara 2008.
- Albanisch

Filokteti. Pristina 1982.